# Estadio José Gomes
El Estadio José Gomes, conocido de forma no oficial como Estádio da Reboleira, por su ubicación, es el estadio del equipo de fútbol portugués CF Estrela da Amadora y tiene una capacidad de 9288 espectadores. El estadio albergó un partido de la selección de fútbol sub-21 de Portugal para la Clasificación para la Eurocopa Sub-21 de 2023.